# Graeserite
La graeserite è un minerale appartenente al gruppo della derbylite.

## Etimologia
Il nome è in onore del petrografo e mineralogista svizzero Stefan Graeser (1935-  )